# بالیکسیر
بالیکسیر (به ترکی استانبولی: Balıkesir) شهری است در کشور ترکیه که در استان بالیکسیر واقع شده‌است. جمعیت این شهر بر اساس سرشماری سال ۲۰۰۸ میلادی ۲۴۷٬۰۷۲ نفر و بر اساس برآوردهای سال ۲۰۰۹ میلادی ۲۵۹٬۱۵۷ نفر می‌باشد.

## تاریخچه
شهر بالیکسیر در نزدیکی شهر تاریخی هدریان اوترا قرار دارد. آن شهر تاریخی همان طور که از نامش پیداست توسط امپراطور هادریانوس (روم) تاسیس شده بود.